# Salganea wrayi
Salganea wrayi är en kackerlacksart som först beskrevs av Kirby, W. F. 1903.  Salganea wrayi ingår i släktet Salganea och familjen jättekackerlackor. Inga underarter finns listade i Catalogue of Life.